# Casa Museo Giovanni Verga
Die Casa Museo Giovanni Verga in Catania ist ein Literaturmuseum im Geburtshaus des italienischen Schriftstellers Giovanni Verga, der als Novellist und Verfasser von Kurzgeschichten, wie zum Beispiel den Sizilianischen Novellen, zu den bedeutendsten Vertretern des italienischen Naturalismus gehört.
Das Museum befindet sich im Stadtzentrum von Catania, im zweiten Stock eines Palastes, in dem Verga seine Kindheit verbrachte und später viele Jahre im Kreis seiner Familie lebte. Nachdem sein letzter Erbe, Giovannino Verga Patriarca, gestorben war, wurde das Gebäude 1980 an die Region Sizilien verkauft, die es renovierte und zu einem Literaturmuseum machte. Das Museum wurde 1991 eröffnet. Bereits 1940 war das Haus zum Nationaldenkmal erklärt worden.
Die Inneneinrichtung ist noch original erhalten. Im Bibliothekszimmer befindet sich in sechs Bücherschränken aus Walnussholz Vergas etwa 2600 Bände umfassende Privatbibliothek. In Vitrinen sind Kopien von Vergas Manuskripten zu sehen, die Originale werden in der Universitätsbibliothek von Catania verwahrt.